# سالم الابیض
سالم الابیض (عربی: سالم الأبيض؛ زاده: ۱۴ مارس ۱۹۶۴) استاد سیاسی و جامعه‌شناسی در دانشگاه‌های تونس است. او وزیر آموزش و پرورش در دولت علی العریض از ۱۳ مارس ۲۰۱۳ تا ۲۹ ژانویه ۲۰۱۴ بوده‌است.

## زندگی‌نامه
سالم در شبه جزیره جرجیس و در یک خانواده‌ای متولد شد که دارای هشت فرزند بود، او تحصیلات ابتدایی و متوسطه را در جرجیس شروع کرد تا زمانی که مدرک لیسانس را در ادبیات در سال ۱۹۸۴ دریافت کرد. او در دانشکده علوم انسانی و علوم اجتماعی در تونس جامعه‌شناسی را مطالعه کرد و در سال ۱۹۹۲به او عنوان استادان اهدا شد. در سال ۱۹۹۹، در مورد دکترای خود در جامعه‌شناسی تحت عنوان جامعه قبیله‌ای و تأثیر تحولات اقتصادی و اجتماعی در جنوب تونس و از شبه جزیره جرجیس به عنوان نمونه نام برد.
او در سال‌های ۱۹۹۵ و ۲۰۰۰ استاد متوسطه بود و از این کار به دلیل موقعیت سیاسی و فعالیت‌های اتحادیه‌های کارگری خود متوقف شد. در سال ۲۰۰۰، او به رتبه استادیار به تدریس جامعه‌شناسی در مؤسسه عالی علوم انسانی در تونس ارتقاٰ یافت و در دانشگاه تونس ال المنار، اقدام به آموزش تعدادی از نهادهای دانشگاهی در سال ۲۰۰۸ کرد، او در مورد صلاحیت دانشگاه برای نظارت بر کارشناسی ارشد و دکترا و بحث در مورد نامزدهای فایل پژوهش نظریه‌ای داد.

## فعالیت‌ها
در دوره دانش آموزی خود وی به عنوان یکی از مدافعان از جهت‌گیری اسلامی ناسیونالیستی پان عرب شناخته شد؛ و پس از آن به عنوان یکی از نمادها و رهبران دانشجویان عربی که جریان ترقی اعضای اتحادیه کارگران در جنبش دانشجویی بین سال‌های ۱۹۷۷ و ۱۹۹۲ فعال بود از برجسته‌ترین آن بود.

## آثار
وی علاوه بر کتاب‌های زیر، بسیاری از مجلات علمی و کتاب‌های تخصصی علمی در تونس، بیروت، قاهره، الجزایر، دوحه و خارطوم را منتشر کرده‌است:
- تونس: انقلاب عصر هژمونی ۲۰۱۳
- بحران دانشگاه تونس ، منتشر شده توسط مرکز مطالعات سیاسی و اجتماعی عرب ۱۰۷ صفحهٔ ۲۰۱۱
- اقلیت بوربیک در تونس، مرکز مطالعات سیاسی و اجتماعی عرب، ۱۸۷ صفحهٔ ۲۰۱۱
- هویت: اسلام، عربیت، تونس، مرکز مطالعات اتحاد انسانی عربستان، لبنان، ۲۸۸ پ ۲۰۰۹
- جامعه قبیله‌ای ساخت و ساز اجتماعی و تحولات آن در تونس - مطالعه در قبیله ۲۰۰۶
- شبه جزیره جرجیس، شرکت چاپ عمومی ۲۰۰۱